# استبدال التلفاز بالإنترنت
 استبدال التلفاز بالإنترنت  عبارة عن تحول المشاهدين من التلفاز إلى مواقع الإنترنت مثل يوتيوب، نظراً لأنها مجانية أو أرخص من قنوات الاشتراك مدفوعة الثمن.